# Teatro dos Campos Elísios
O Teatro dos Campos Elísios (em francês: Théâtre des Champs-Élysées) é um teatro situado no 8º arrondissement de Paris, França. Ao contrário do que o nome pode sugerir, o teatro situa-se na Avenida Montaigne (do bairro dos Campos Elísios) e não na Avenida dos Campos Elísios.
Aberto ao público em 1913 por iniciativa do jornalista e empresário de espetáculos Gabriel Astruc, foi desenhado pelo arquiteto francês Auguste Perret. Pretendia ser uma sala de espetáculos adequada para música contemporânea, dança e ópera, em contraste com as instituições mais tradicionais e conservadoras como a Ópera de Paris. Foi no Teatro dos Campos Elísios que a companhia de ballet russa Ballets Russes fez a estreia mundial de “A Sagração da Primavera” de Igor Stravinsky, a 29 de maio de 1913.

## Arquitetura

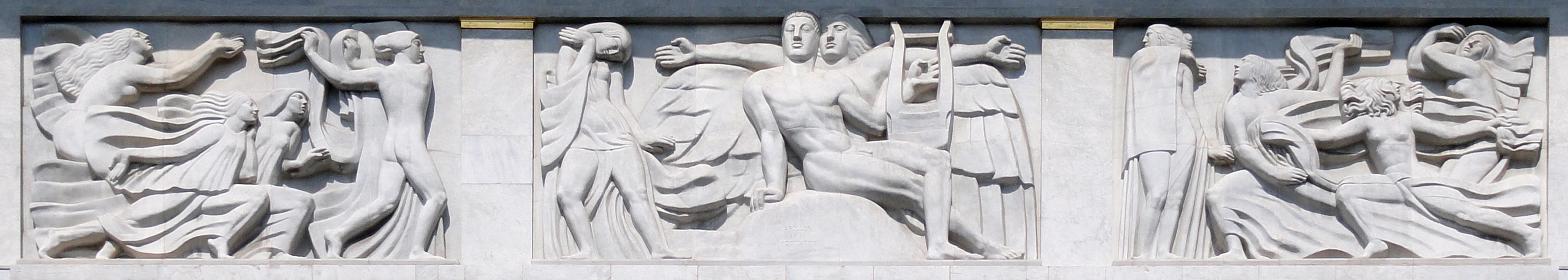
Antoine Bourdelle, 1910-12, Apollon et sa méditation entourée des 9 muses (The Meditation of Apollo and the Nine Muses), bas-relief, Théâtre des Champs Elysées

Completado em 1913, o teatro é um dos exemplos de Art déco mais destacados de Paris. O edifício de Perret foi um marco importante da construção em cimento e, no seu tempo, escandalosamente simples na sua aparência.
A construção em cimento não foi apenas uma escolha estilística. As condições do subsolo e a proximidade do rio Sena tornaram o cimento uma necessidade. O arquiteto inicial, Henry van de Velde, demitiu-se quando ficou claro que os empreiteiros, os irmãos Perret, tinham muito mais conhecimentos do projeto do que ele, apesar dos irmãos não serem arquitetos e terem contratado outro desenhador, Roger Bouvard, para lhes assinar as plantas.
O edifício tem um baixo-relevo exterior da autoria de Antoine Bourdelle, uma cúpula de  Maurice Denis, pinturas de Édouard Vuillard e Jacqueline Marval e uma cortina de palco de Ker-Xavier Roussel. Além da sala principal, há duas salas mais pequenas, a Comédie des Champs-Élysées no terceiro andar e o Studio des Champs-Élysées no quinto andar. No andar superior há um restaurante, mais elevado que os edifícios vizinhos.[carece de fontes?]

## História

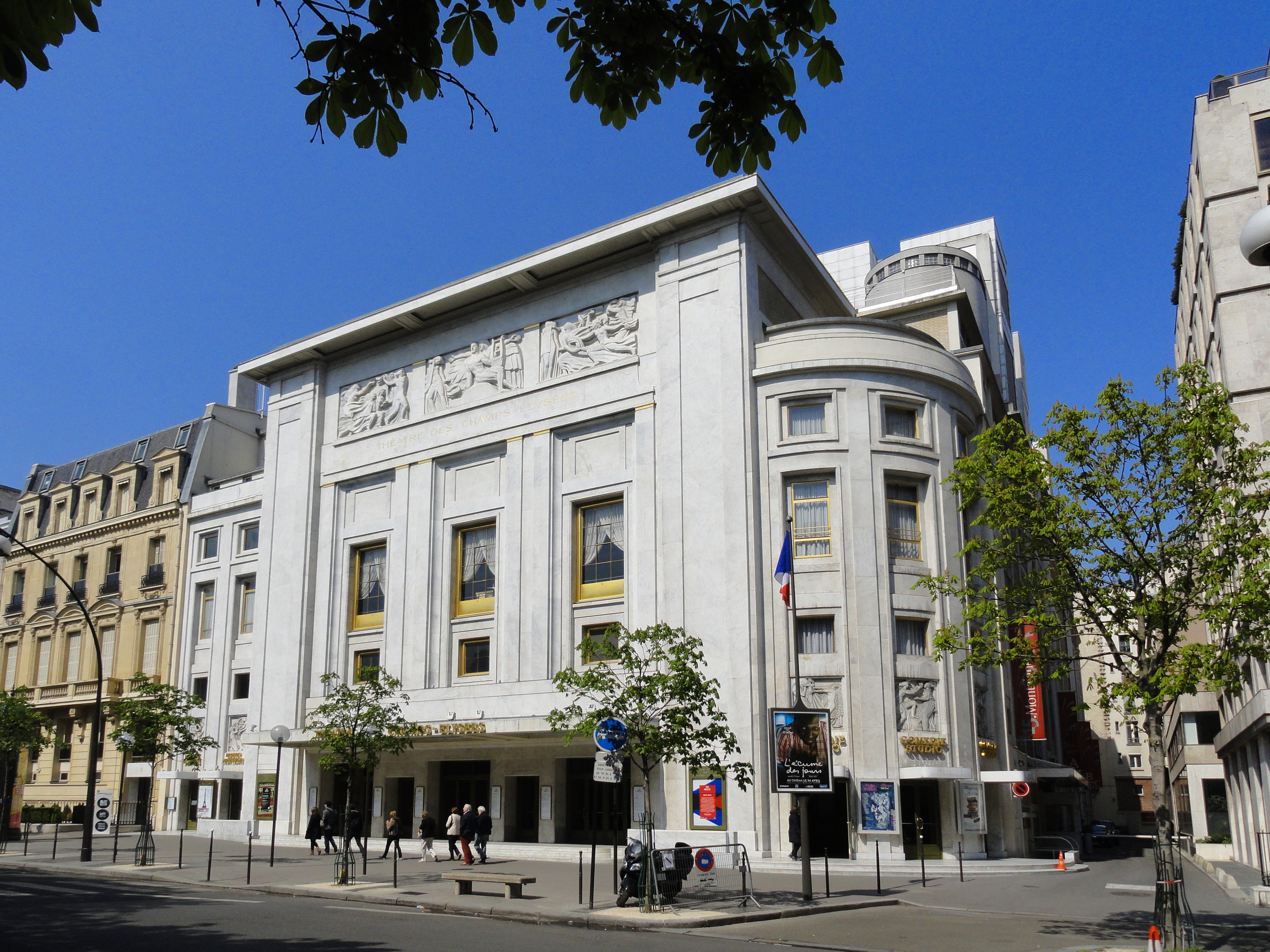
Fachada

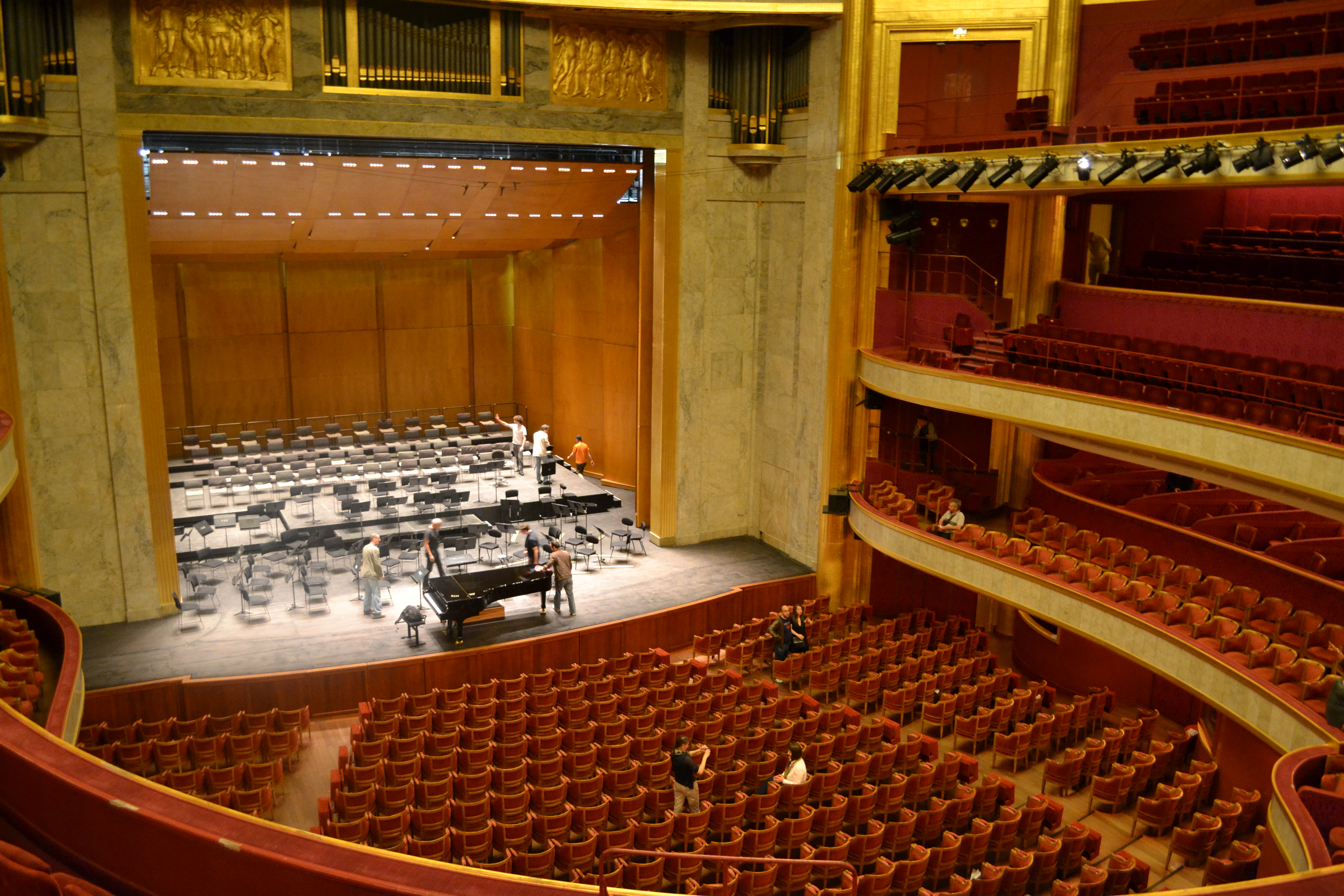
Vista do auditório e palco

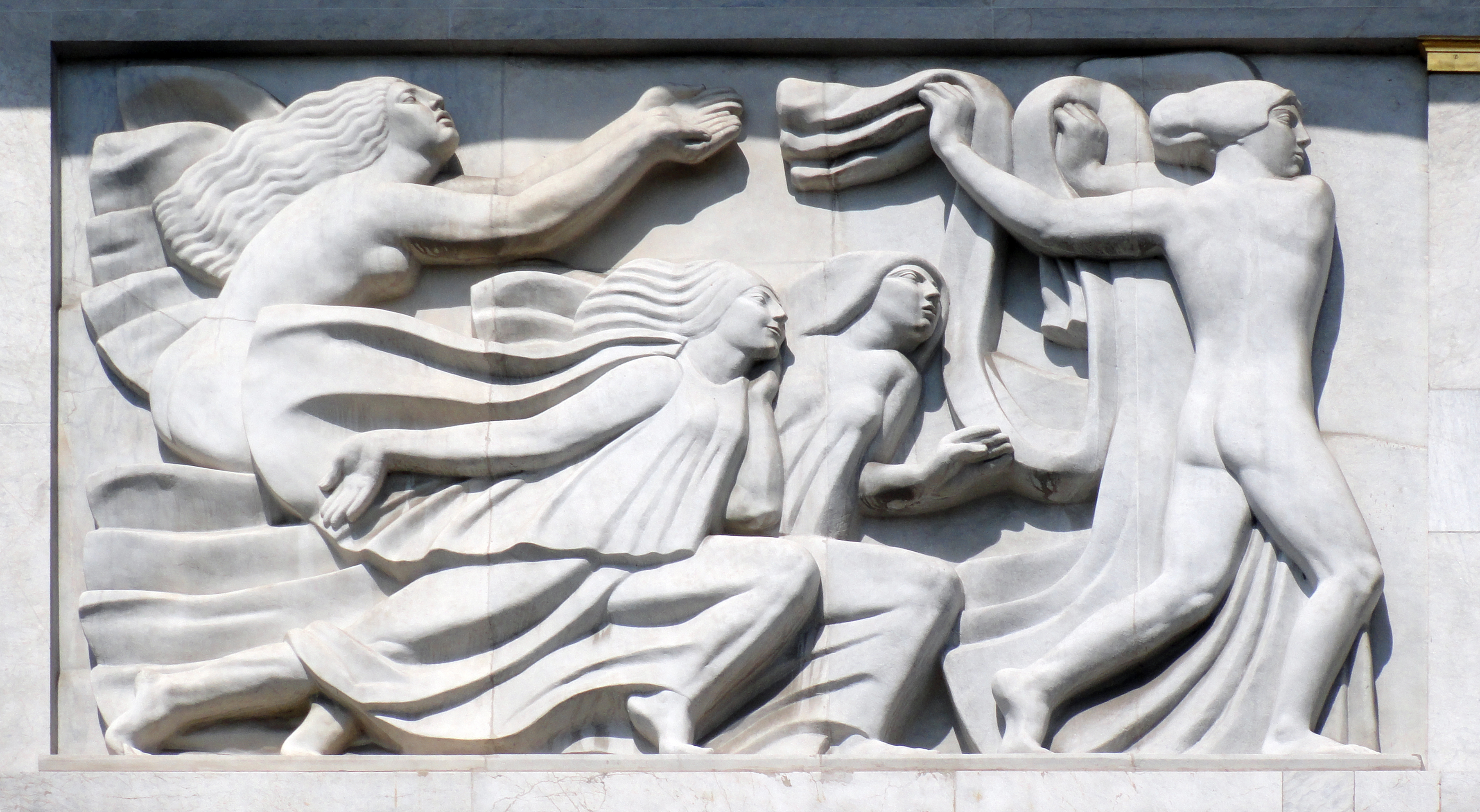
Relevo da Meditação de Apolo e das Musas, de Antoine Bourdelle

A primeira temporada foi extraordinária, apesar de ter implicado que Astruc ficasse fortemente endividado. O teatro abriu a 2 de abril de 1913, com um concerto de gala com cinco dos compositores franceses mais célebres dirigindo as suas próprias obras: Claude Debussy (“Prélude à l'après-midi d'un Faune”), Paul Dukas (“L'apprenti sorcier”), Gabriel Fauré (“La naissance de Vénus”), Vincent d'Indy (“Le camp de Wallenstein”) e Camille Saint-Saëns (“Phaeton” e excertos da sua obra para coro “La lyre et la harpe”). Seguiu-se no dia seguinte uma apresentação da ópera de Hector Berlioz “Benvenuto Cellini”, dirigida por Felix Weingartner, que incluiu uma "dança espetacular" por Anna Pavlova. Depois disso houve uma série de concertos dedicados a Beethoven dirigidos por Weingartner, tendo como solistas os pianistas Alfred Cortot e Louis Diémer e a soprano Lilli Lehmann. A Orquestra Real do Concertgebouw de Amesterdão deu dois concertos conduzidos por Willem Mengelberg: a Nona Sinfonia de Beethoven e a estreia em Paris da ópera “Pénélope” de Fauré.
Os Ballets Russes de Serguei Diaghilev apresentaram a sua quinta temporada no novo teatro, a qual foi iniciada a 15 de maio com “O Pássaro de Fogo” de Igor Stravinsky, “Scheherazade” de Rimsky-Korsakov, coreagrafada por Michel Fokine, e a estreia mundial de “Jeux”, de Debussy, coreografado por Vaslav Nijinski e com cenários de Leon Bakst.
Uma parte da audiência escandalizou-se pela representação em palco de um jogo de ténis em “Jeux”, mas não foi nada comprado com a reação ao ritual de sacrifício  de “A Sagração da Primavera” de Stravinsky estreada em   29 de maio. Segundo Carl Van Vechten, parte da audiência ficou «horrorizada  com o que considerou ser uma tentativa blasfema de destruir a música como uma arte» e mal o pano subiu o barulho na audiência protestando, insultando e dando palpites de como o espetáculo deveria ser era tal que a orquestra mal se ouvia, exceto durante alguns breves momentos de acalmia. A dançarina Marie Rambert ouviu alguém na galeria chamar: «um médico … um dentista … dois médicos … ». A segunda apresentação foi menos agitada e, de acordo com Maurice Ravel, toda a peça pôde ser ouvida.
A primeira temporada terminou a 26 de junho de 1913 com uma apresentação de “Pénélope” e a temporada seguinte foi iniciada a 2 a outubro com a mesma obra. A 9 de outubro, d´Indy foi o maestro na representação da ópera “Der Freischütz” de Carl Maria von Weber. A 15 de outubro, Debussy conduziu a secção ”Ibéria” do seu tríptico orquestral “Images pour orchestre” e uma semana depois dirigiu a sua cantata “La damoiselle élue”. A 20 de novembro Astruc estava sem dinheiro e foi expulso do teatro. Os adereços e guarda-roupa foram empenhados. A temporada seguinte foi composta por óperas representadas pelas companhias da Convent Garden e da Boston Opera Company.
O teatro fechou durante a Primeira Guerra Mundial, tendo reaberto em 1919 com uma curta temporada com a companhia de ballet de Anna Pavlova. Foi comprado em 1922 por Ganna Walska, uma cantora de ópera polaca casada com o milionário americano Harold Fowler McCormick. A partir de 1923, no palco mais pequeno da Comédie foi representada a sátira médica “Dr. Knock”, de Louis Jouvet, a qual esteve em cena durante muito tempo. Em 1924 foi no teatro que se estreou a produção dos Ballets suecos do ballet "instantanista" “Relâche”, de Francis Picabia com música de Erik Satie.[carece de fontes?] Outras peças célebres que estrearam no teatro foram três obras de Jean Giraudoux: “Siegfried”, em 1928, “Amphitryon 38” em 1929 e “Intermezzo” em 1933.
Em 31 de dezembro de 1952 o Studio des Champs-Élysées encenou a estreia mundial da peça Jacob e o Anjo, do escritor português José Régio, em adaptação de J. B. Jeener feita sobre a tradução de André Raibaud, com Jacques Charpin, Françoise Adam e Jean-Marc Lambert nos principais papeis.

## Atualidade

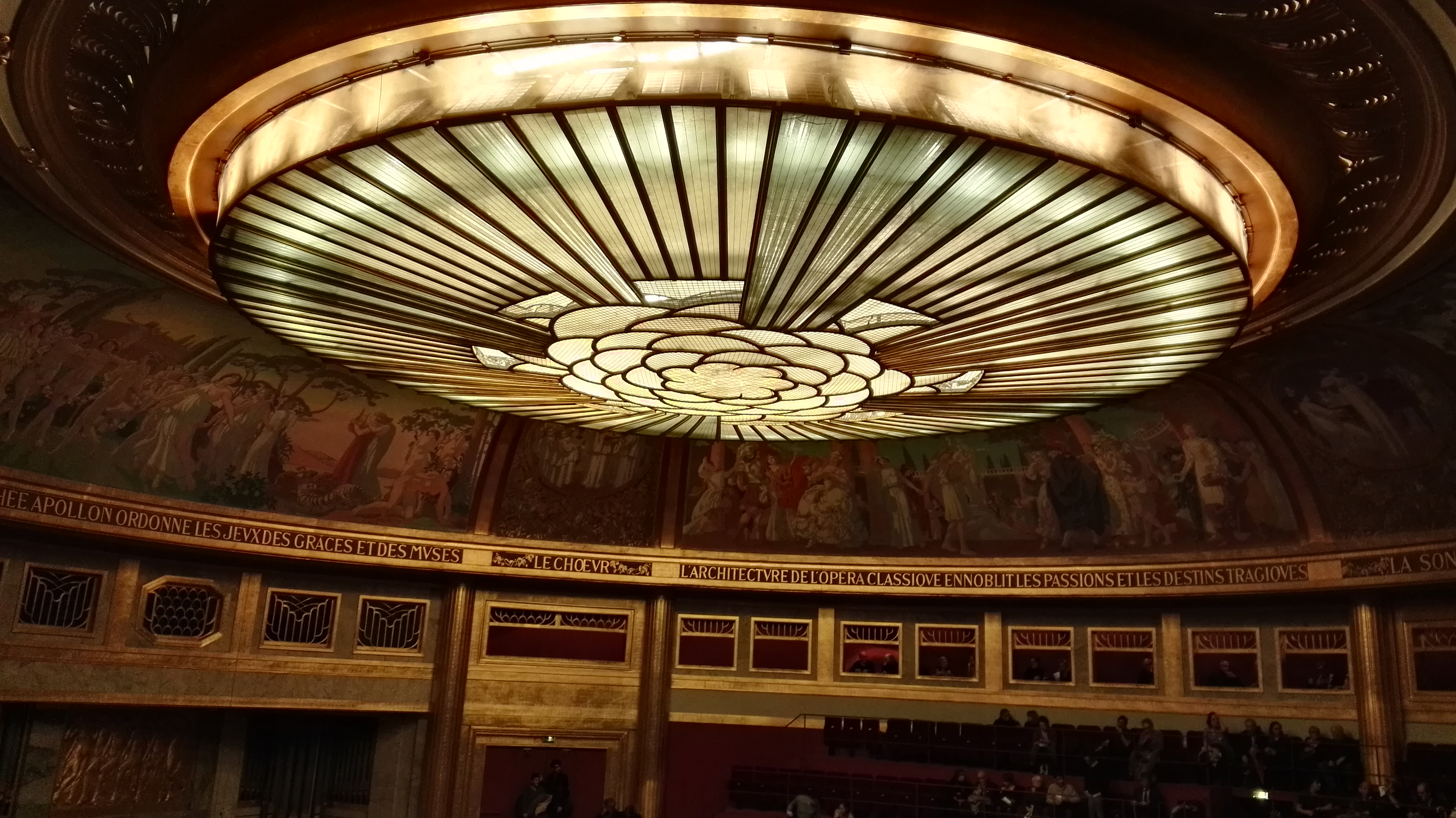
Cúpula do teatro

O teatro apresenta três produções de ópera por ano, sobretudo obras barrocas ou de câmara, adequadas à pequena dimensão do palco e do fosso de orquestra. Além disso acolhe uma importante temporada de concertos. É sede de duas orquestras: a Orquestra Nacional da França e a Orquestra Lamoureux, bem como a base em França da Orquestra Filarmónica de Viena. A Orquestra Filarmónica da Radio France e a Orquestra de Câmara de Paris também apresentam grande parte dos seus concertos no teatro, que também é usado para espetáculos de dança, música de câmara, recitais e música pop.[carece de fontes?]
A peça de Yasmina Reza várias vezes premiada (recebeu, entre outros, dois Prémios Molière em 1994 e um Tony para a melhor peça em 1998) « Art » estreou no Teatro dos Campos Elísios em 1994.
O exterior e interior do teatro aparece no filme francês de espionagem “Le Silencieux”, de 1973, realizado por Claude Pinoteau.  O filme “Coco Chanel & Igor Stravinsky”, realizado por Jan Kounen em 2009, começa com uma cena no exterior do teatro a que se segue uma recriação extensiva da estreia da “A Sagração da Primavera” e da emoção provocada por aquela apresentação na audiência.[carece de fontes?]
O teatro é propriedade privada, mas é patrocinado pela Caisse des Dépôts et Consignations, uma instituição financeira pública que é dona do prédio desde 1970.[carece de fontes?]